# Pilatus PC-7
Die Pilatus PC-7 ist ein zweisitziges propellerturbinengetriebenes Schulflugzeug. Sie wurde aus der Pilatus P-3 abgeleitet. Sie wird im Gegensatz zur P-3 durch eine Propellerturbine angetrieben, verfügt über eine überarbeitete Zelle, eine neue Kabinenhaube und aerodynamische Verbesserungen.

## Entstehungsgeschichte
Das einmotorige Schulflugzeug P-3 litt zeitlebens unter einer Untermotorisierung. Der Chefkonstrukteur wollte keinen stärkeren Motor einbauen, da ein solcher durch sein Gewicht und Grösse die ganze Qualität des Flugzeugs in Frage gestellt hätte. Schon im Jahr 1958 wurde der Einbau eines leichteren Turbinentriebwerks Turbomeca Astazou XII erwogen, was jedoch auf wenig Kundeninteresse stiess. Erst acht Jahre später flog der ursprüngliche erste Prototyp der P-3, welcher als HB-HON bei Contraves als Zielschlepper im Einsatz gewesen war, nach dem Motorenumbau mit einer Propellerturbine, nun des Typs Pratt & Whitney Canada PT6A. Der Erstflug der PC-7 mit dem um 30 cm verlängerten Rumpf wurde am 12. April 1966 durch Rolf Böhm durchgeführt. Erst 1967 erhielt diese eigentlich P-3.06 benannte Maschine für den Luftfahrtsalon in Le Bourget die neue Bezeichnung PC-7. In jenen Jahren war noch kein Bedarf für ein turbinengetriebenes Schulflugzeug vorhanden, der Prototyp ging zurück an Contraves und wurde am 9. September 1970 durch eine Bauchlandung derart beschädigt, dass sich ein Wiederaufbau nicht mehr zu lohnen schien.
Als gegen das Jahr 1975 die Zeit reif war für einen Turbinen-Trainer, beschaffte sich Pilatus von der Schweizer Flugwaffe die P-3 mit den geringsten Flugstunden und baute diese Maschine A-871 zum Prototyp mit der zivilen Immatrikulation HB-HOZ um. Der Erstflug erfolgte am 13. Mai 1975. Das Flugzeug wurde wie sein Vorgänger in Paris ausgestellt und war zu diesem Zeitpunkt noch eine serienmässige P-3.05 mit einzig einem neuen Triebwerk. Erst bei den Flugversuchen nach der Ausstellung wurde das Höhenleitwerk um 28 Zentimeter nach hinten verschoben und das Seitenleitwerk etwas vergrössert. Zudem wurde die V-Stellung der Flügel von 3 Grad auf 7 Grad erhöht. Am 13. Mai 1976 wurde der Flugzeugtyp für den Serienbau frei gegeben. Der Serienbau begann 1977, die erste Serienmaschine hatte ihren Roll-out am 16. August 1978, drei Tage vor dem Erstflug.
Zunächst wurden die Flugzeuge exportiert, zu den Erstkunden zählten Bolivien, Burma und Mexiko.
Der Prototyp HB-HOZ, die ehemalige Schweizer P-3 mit der militärischen Immatrikulation A-871, gelangte später als A-901 wieder zurück zur Fliegertruppe. Schon vor der Beschaffung einer Serie hatte die Fliegertruppe einmal 1978 die HB-HOZ getestet, danach 1979 zusätzlich zwei weitere Maschinen von Pilatus gemietet (A-902, A-903). Die Bestellung der Schweizer Serie von 40 Flugzeugen (inklusive der Gemieteten) erfolgte 1981.
Aufgrund der guten Leistungen sowie niedrigeren Kosten im Vergleich zu Jettrainern fand die PC-7 auch guten Absatz. Die Qualitäten des Turbopropantriebs für die Pilotenausbildung im Basistraining, Instrumenten-, Kunst- und Nachtflug sowie insbesondere dem taktischen Training werden bei dem Modell P-7 bis heute von Piloten wie auch Ausbildern geschätzt.

## Design
Der PC-7 ist ein aus Leichtmetall gefertigter Tiefdecker mit einem Turbo-Prop-Triebwerk in der Nase. Die Cockpithaube ist zweiteilig und bietet hervorragende Sicht rundum. Das Fahrwerk lässt sich einfahren. Die Version PC-7 MkII ist mit zwei Martin-Baker CH.Mk.15A zero-zero-Schleudersitzen ausgerüstet.

## Versionen

Pilatus NCPC-7 der Schweizer Luftwaffe

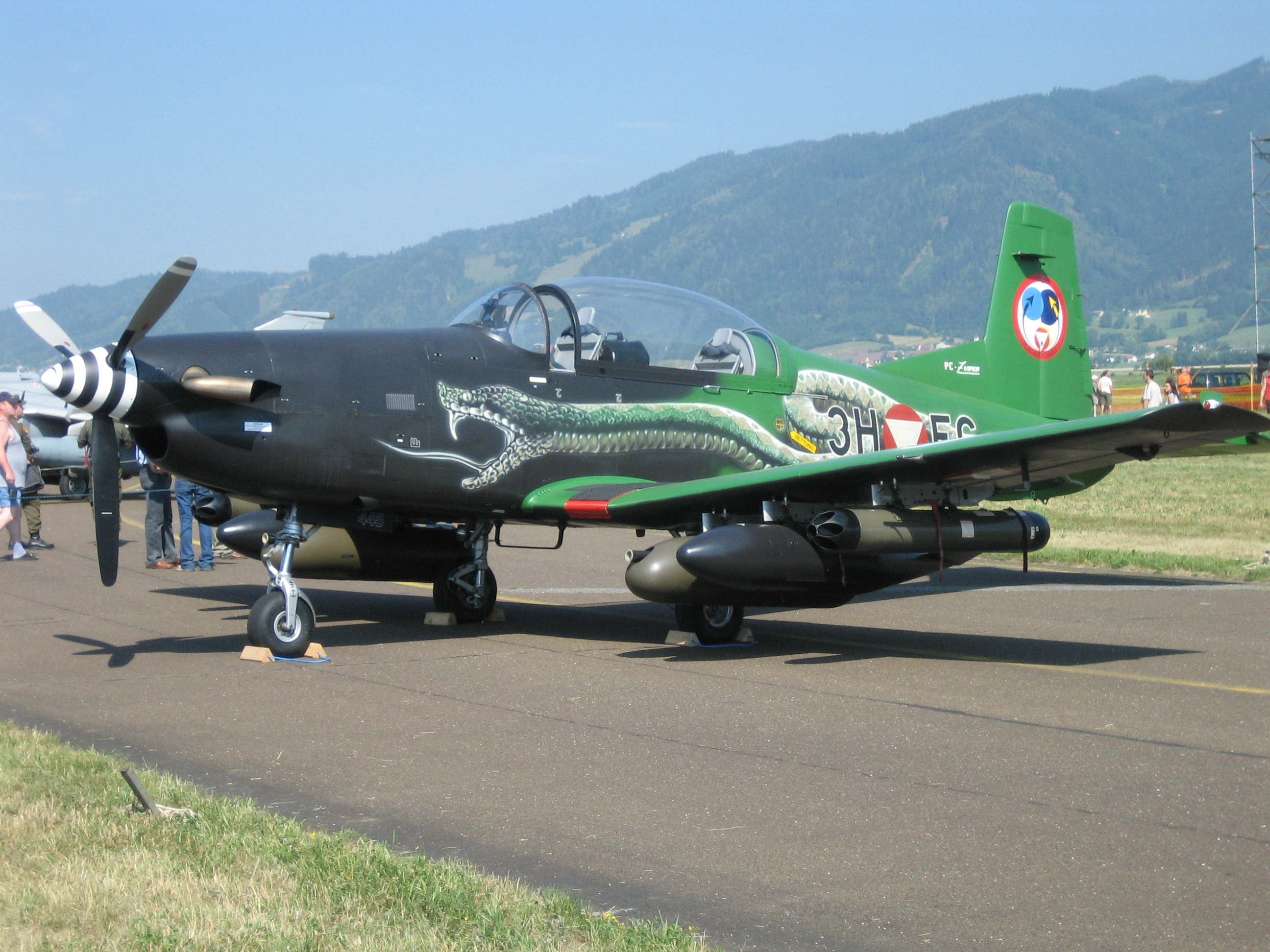
Pilatus PC-7 Turbo Trainer der österreichischen Luftwaffe

- PC-7 „Turbo Trainer“

Doppelsitziger Basistrainer.
- PC-7OE „Turbo Trainer“

Doppelsitziger Basistrainer mit Waffenpylonen für die österreichischen Heeresflieger.
- PC-7 MkII „Turbo Trainer“

Bei dieser Variante stammen Rumpf und Avionik von der PC-9; die Kombination mit der Propellerturbine der PC-7 senkt die Unterhaltskosten.
- NCPC-7 „Turbo Trainer“

Die nach einer Teil-Ausmusterung noch vorhandenen 27 Flugzeuge der Schweizer Luftwaffe wurden mit einem IFR-tauglichen Cockpit und neuen Multifunction-Displays modernisiert. Die Bezeichnung NCPC-7 wurde in der Schweizer Luftwaffe vorübergehend verwendet, um modernisierte PC-7 (NC für „neues Cockpit“) von noch nicht modernisierten zu unterscheiden. Die Bezeichnung wurde nach dem Ende des Umbaus im Jahr 2009 aufgegeben und die Flugzeuge tragen erneut die Bezeichnung PC-7.
- PC-7 MKX „Smart Basic Trainer“

Ausführung aus dem Jahr 2021. Mit neuem Cockpit mit drei Multifunction-Displays. Mit verbessertem Motor Pratt & Whitney Canada PT6A-25C mit einer Leistung von 700 PS (514,8 kW). Optional kann das Flugzeug mit einem „Synthetic Vision System“, „Traffic Advisory System“, Autopilot und weiteren Extras ausgerüstet werden.
- S-68

Die Firma „HESA“ aus dem Iran produziert durch einen unlizenzierten Nachbau im Iran Kopien mit der Bezeichnung S-68.

## Bewaffnung

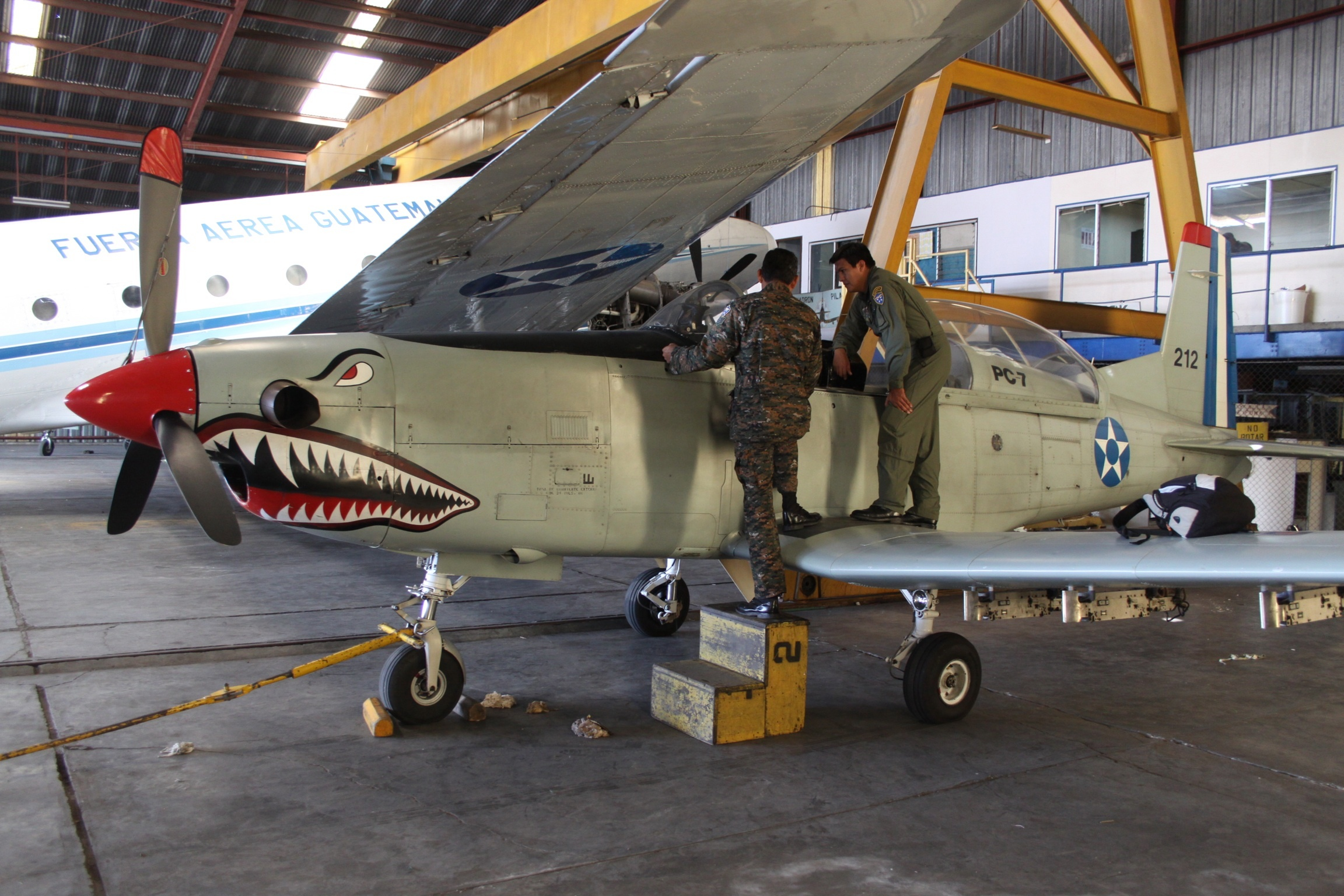
Guatemaltekische PC-7 mit 6 Unterflügel-Aufhängungspunkten

Für die Waffenausbildung ist das Mitführen von 1044 kg Aussenlasten an sechs Pylonen möglich.
Ungelenkte Bomben
- 2 × Mark 82 LDGP (241-kg-/500-lb-Freifallbombe)
- 2 × Mark 77 (230-kg-/507-lb-Napalmbombe)
- 2 × Cardoen CB-500 (245-kg-Streubombe mit 240 PM-1-Bomblets)
- 2 × Ferrimar WB-500 (227-kg-/500-lb-Streubombe mit 240 Bomblets)
- 2 × IT SA ABL-250 (250-kg-Streubombe mit 250 Bomblets)
- 6 × Mark 81 LDGP (118-kg-/260-lb-Freifallbombe)
- 6 × Avibras AV BI-200 (177-kg-Napalmbombe)
- 6 × SAMP 81 AF (125-kg-Sprengbombe)
- 6 × SAMP BL6/7 (118-kg-Sprengbombe)
- 6 × SAMP BL8/9/18 (120-kg-Splitterbombe)
- 6 × SAMP BL25/26 (125-kg-Splitterbombe)
- 6 × Cardoen CB-130 (60-kg-Streubombe mit 50 PM-1-Bomblets)
- 6 × Ferrimar WB-250 (113-kg-/500-lb-Streubombe mit 130 Bomblets)
- 6 × IT SA ALD-125 (120-kg-Sprengbombe)
- 6 × IT SA BIN-100 (100-kg-Napalmbombe)
- 6 × Expal BR 125 (125-kg-Sprengbombe)

Ungelenkte Luft-Boden-Raketen
- 4 × Forges de Zeebrugge LAU-32-Raketen-Rohrstartbehälter für je 7 × ungelenkte Luft-Boden-Raketen Hydra; Kaliber 70 mm
- 4 × TBA 68-7-Raketen-Rohrstartbehälter für je 7 × ungelenkte Luft-Boden-Raketen SNEB; Kaliber 68 mm
- 4 × Matra F2-Raketen-Rohrstartbehälter für je 6 × ungelenkte Luft-Boden-Raketen SNEB; Kaliber 68 mm
- 4 × Abel-Raketen-Rohrstartbehälter für je 7 × ungelenkte Luft-Boden-Raketen M75; Kaliber 75 mm
- 4 × Avribas LM-37/7 SBAT-37 Skyfire-Raketen-Rohrstartbehälter für je 7 × ungelenkte Luft-Boden-Raketen SBAT-37; Kaliber 37 mm
- 4 × Avribas LM-70/4 SBAT-70 Skyfire-Raketen-Rohrstartbehälter für je 4 × ungelenkte Luft-Boden-Raketen SBAT-70; Kaliber 70 mm
- 4 × Avribas LM-70/7 SBAT-127 Skyfire-Raketen-Rohrstartbehälter für je 7 × ungelenkte Luft-Boden-Raketen SBAT-70; Kaliber 70 mm
- 4 × SNIA AL-18-50-Raketen-Rohrstartbehälter für je 18 × ungelenkte Luft-Boden-Raketen SNIA-BPD; Kaliber 51 mm
- 4 × SNIA Medusa-Raketen-Rohrstartbehälter für je 6 × ungelenkte Luft-Boden-Raketen SNIA-BPD; Kaliber 81 mm

Externe Behälter
- 2 × Giat M621-Maschinenkanonenbehälter mit je 1 × 20-mm-Maschinenkanone AME 582 mit 250 Schuss Munition
- 2 × FN Herstal ETNA-TMP-5-Maschinengewehrbehälter mit je 2 × 7,62-mm-Maschinengewehren FN MAG 58P mit je 500 Schuss Munition
- 4 × FN Herstal HMP-250-LCC-Maschinengewehrbehälter mit je 1 × 12,7-mm-Maschinengewehr FN-M3P mit 250 Schuss Munition
- 4 × FFV UNI-Pod 0127-Maschinengewehrbehälter mit je 1 × 12,7-mm-Maschinengewehr AN-M3 mit 220 Schuss Munition
- 4 × Aerea SpA TGP-Maschinengewehrbehälter mit je 2 × 7,62-mm-Maschinengewehren mit 1000 Schuss Munition
- 2 × SNIA MTP-Behälter mit je 1 × 12,7-mm-Maschinengewehr mit 250 Schuss sowie je 6 × ungelenkte Luft-Boden-Raketen SNIA PBD 81; Kaliber 81 mm

- 2 × abwerfbare Zusatz-Treibstofftanks mit 248 Litern Kerosin
- 2 × abwerfbare Zusatz-Treibstofftanks mit 145 Litern Kerosin

## Technische Daten

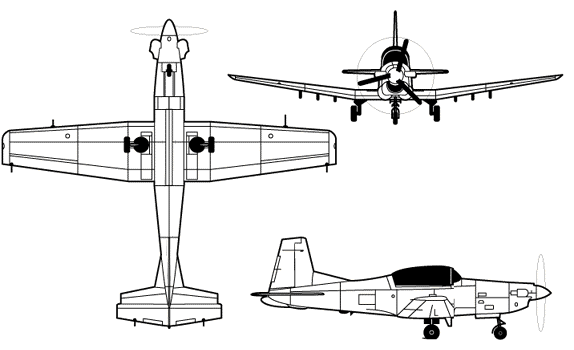
Pilatus PC-7

| Kenngröße                         | Daten                            |
| --------------------------------- | -------------------------------- |
| Besatzung                         | 2                                |
| Länge                             | 9,75 m                           |
| Spannweite                        | 10,40 m                          |
| Höhe                              | 3,21 m                           |
| Flügelfläche                      | 16,60 m²                         |
| Flügelstreckung                   | 6,5                              |
| Leermasse                         | 1300 kg                          |
| max. Startmasse ohne Aussenlasten | 1900 kg                          |
| max. Startmasse mit Aussenlasten  | 2700 kg                          |
| Marschgeschwindigkeit             | 330 km/h                         |
| Höchstgeschwindigkeit             | 556 km/h                         |
| Dienstgipfelhöhe                  | 9755 m                           |
| Steigleistung                     | 10 m/s                           |
| Lastvielfache                     | +6g/−3g                          |
| Reichweite                        | 1250 km                          |
| Triebwerk                         | Pratt & Whitney Canada PT6A-25A2 |
| Leistung                          | 650 WPS                          |

## Nutzerstaaten
Angola
Forca Aerea Popular de Angola: 25 PC-7
 Bolivien
Fuerza Aérea Boliviana: 24 PC-7
 Botswana
Botswana Defence Force: 12, 7 PC-7, 5 PC-7 Mk.II (letztere Auslieferung 2013)
 Brunei
Tentera Udara Diraja Brunei (Royal Brunei Air Force): 4 PC-7 Mk.II
 Chile
Marineflieger (Aviación Naval): 10 PC-7
 Frankreich
Armée de l’air: 27, 5 PC-7, 22 PC-7 MKX
 Guatemala
Fuerza Aerea Guatemalteca: 12 PC-7
 Indien
Indian Air Force: 113 PC-7 Mk.II (erstes Los über 75 Lieferung ab 2012, zweites Los über 38 MkII)
 Iran
Luftwaffe der Islamischen Republik Iran: 35 PC-7 (Ersatz durch eine unbekannte Anzahl Hesa S-68 Klone)
 Irak
Irakische Luftwaffe: 52 PC-7 (heute grösstenteils fluguntauglich eingelagert)
 Malaysia
Luftwaffe von Malaysia: 46, 27 PC-7, 19 PC-7 Mk.II (davon eine bei einem Crash zerstört)
 Mexiko
Fuerza Aérea Mexicana: 88 PC-7
 Myanmar (Burma)
Luftwaffe von Myanmar: 17 PC-7
 Niederlande
Koninklijke Luchtmacht: 21, 13 PC-7, 8 PC Mk.X (Bestellung 2024)
 Österreich
Österreichische Luftwaffe: 16 PC-7 "Turbo Trainer"
 Schweiz
Schweizer Luftwaffe: 40 PC-7, davon noch 27 als modernisierte PC-7 im Einsatz.
 Südafrika
South African Air Force: 60 PC-7 Mk.II
 Suriname
Luftstreitkräfte von Surinam: 3 PC-7
 Tschad
Luftstreitkräfte des Tschad: 4 PC-7 (eine des ersten Batches bei einem Crash zerstört. Zwei Occasions-Maschinen im Jahr 2007 erworben.)
 Uruguay
Luftstreitkräfte von Uruguay: 6 PC-7 (eine bei einem Crash am 21. Februar 2008 zerstört, zwei Piloten tot.)
 Vereinigte Arabische Emirate
UAE Air Force: 31 PC-7